# Hécourt (Eure)
 Hécourt  es una población y comuna francesa, en la región de Alta Normandía, departamento de Eure, en el distrito de Évreux y cantón de Pacy-sur-Eure.

## Demografía
| 179 | 168 | 183 | 212 | 274 | 294 |
| Para los censos de 1962 a 1999 la población legal corresponde a la población sin duplicidades (Fuente: INSEE [Consultar]) |     |     |     |     |     |